# Jelena Kuźmina
Jelena Aleksandrowna Kuźmina (ros. Елена Александровна Кузьмина, ur. 4 lutego?/17 lutego 1909 w Tyflisie, zm. 15 października 1979 w Moskwie, Rosja) – rosyjska aktorka filmowa okresu radzieckiego. 
W 1930 ukończyła studia w Instytucie Sztuk Scenicznych w Petersburgu (ówczesnym Leningradzie). Dwukrotnie zamężna, była żoną Borisa Barneta i Michaiła Romma.

## Wybrana filmografia
- 1929: Nowy Babilon (Новый Вавилон), reż. G. Kozincew i L. Trauberg
- 1931: Wioska na Ałtaju (Одна), reż. G. Kozincew i L. Trauberg
- 1932: Las (Лес), reż. Siergiej Gierasimow
- 1932: Horyzont (Горизонт), reż. Lew Kuleszow
- 1932: Trzech żołnierzy (Три солдата), reż. Aleksandr Iwanow
- 1933: Romans Mańki Grieszynej (Окраина), reż. Boris Barnet
- 1936: Nad lazurowym morzem (У самого синего моря), reż. Boris Barnet
- 1936: Bohaterowie pustyni (Тринадцать), reż. Michaił Romm
- 1941: Marzenie (Мечта)[2], reż. Michaił Romm
- 1944: Numer 217 (Человек № 217), reż. Michaił Romm
- 1947: Harry Smith odkrywa Amerykę (Русский вопрос), reż. Michaił Romm
- 1950: Tajna misja (Секретная миссия), reż. Michaił Romm
- 1953: Okręty szturmują bastiony (Корабли штурмуют бастионы), reż. Michaił Romm
- 1956: Jak okłamywał jej męża (Как он лгал её мужу), reż. Tatiana Bieriezancewa
- 1964: Ucieczka z raju (Бегство из рая), reż. Aleksandr Gordon
- 1977: Nieszczęście (Беда), reż. Dinara Asanowa

## Nagrody i odznaczenia
- Nagroda Stalinowska (trzykrotnie: 1946, 1948, 1951)
- Ludowy Artysta RFSRR (1950)[1]